# Mackenzie Mountains

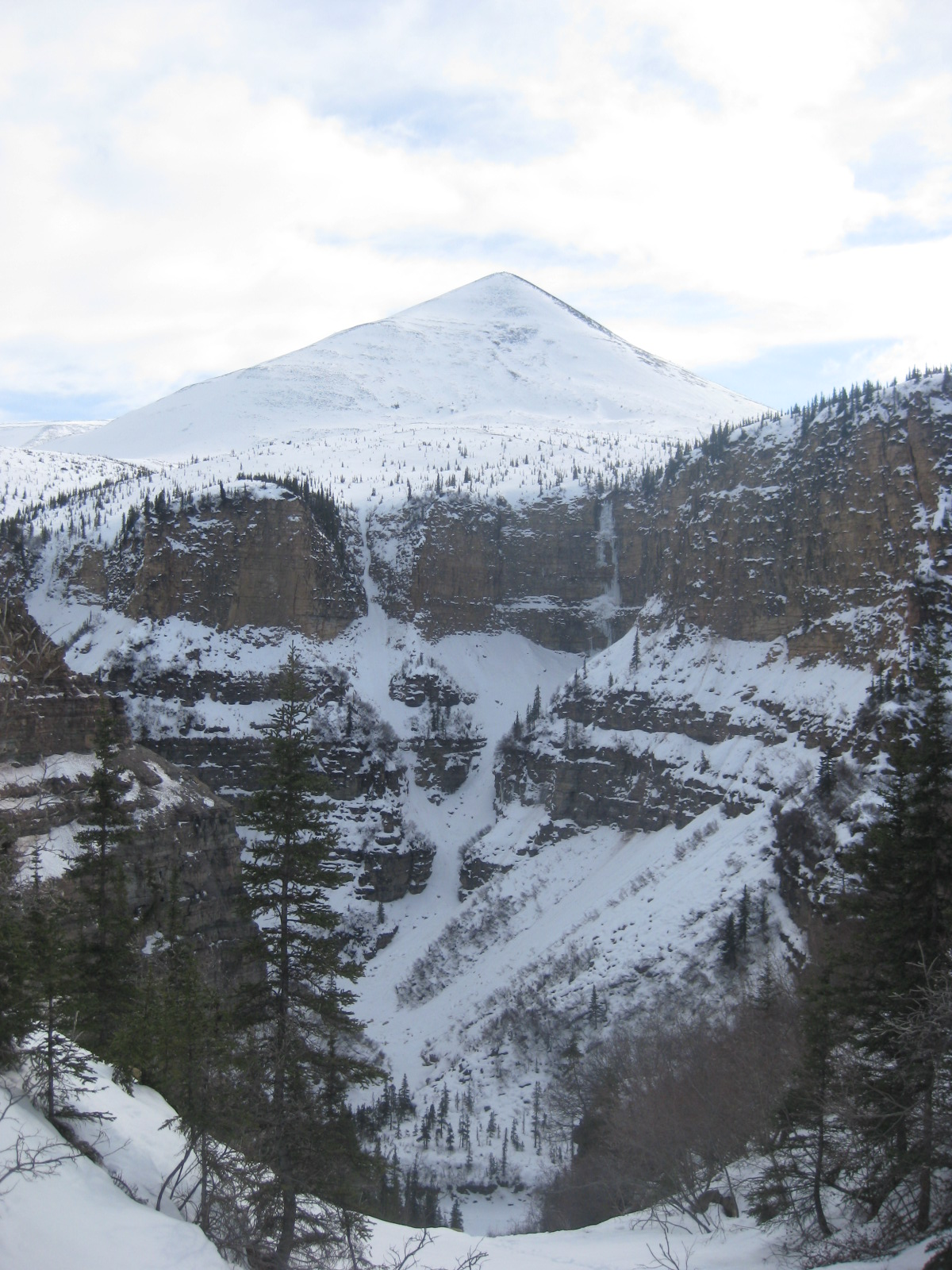
Mackenzie Mountains, 2010

Mackenzie Mountains (ang. Mackenzie Mountains, Mackenzie Range) – rozległy łańcuch górski na granicy terytorium Jukon z Terytoriami Północno-Zachodnimi Kanady, w sensie geologicznym stanowiący przedłużenie Gór Skalistych. Najwyższy szczyt: Keele Peak, 2972 m (według innych źródeł 2960 m) n.p.m. Nazwa pasma została nadana w sposób arbitralny i pochodzi od nazwiska drugiego premiera Kanady Alexandra Mackenziego. Na jego terenie znajduje się Park Narodowy Nahanni.

## Położenie
Góry Mackenzie stanowią rozległe pasmo, w przybliżeniu równoległe do rzeki Mackenzie, ciągnące się z południowego wschodu na północny zachód. Mniej więcej w połowie długości pasma rzeka skręca w kierunku zachodnim. Góry obejmują rozległy obszar składający się z szeregu mniejszych pasm o rozmaitych orientacjach osi. Powierzchnia całego pasma obejmuje 330 782 km². Rozciągłość gór na kierunku północ-południe wynosi 937 km, na kierunku wschód-zachód 795 km. Północne ograniczenie Gór Mackenzie tworzy rzeka Peel River. Dolina tej rzeki oddziela je od Gór Richardsona traktowanych zazwyczaj jako najbardziej na wschód wysunięty fragment Gór Brooksa. Południowe ograniczenie Gór Mackenzie tworzy rzeka Liard. Dolina tej rzeki oddziela je od kanadyjskich Gór Skalistych. Góry Mackenzie stanowią naturalną, a zarazem administracyjną granicę między kanadyjskimi Terytoriami Północno-Zachodnimi i Terytorium Yukon. W rezultacie 61% powierzchni gór leży na obszarze Terytoriów Północno-Zachodnich, 35% na obszarze Terytorium Yukon, a pozostałe 4% na obszarze prowincji Kolumbia Brytyjska.

## Geologia i geomorfologia
Budowa geologiczna Gór Mackenzie jest dość złożona. Wschodni skraj gór zawiera elementy starych skał pochodzących z końca proterozoiku. Według niektórych źródeł pochodzą one z laurentyjskiej tarczy krystalicznej. Występują też formacje wieku paleozoicznego. Są to osady typu węglanowego, a także skały okruchowe, takie jak piaskowce i zlepieńce. Większa część obszaru zbudowana jest ze sfałdowanych osadowych utworów jurajskich, przeważnie węglanowych. Na zachodnim skraju występują też utwory kredowe. Osady mezozoiczne i paleozoiczne zostały sfałdowane w fazie kimeryjskiej oraz laramijskiej orogenezy alpejskiej, a następnie wydźwignięte razem z całym systemem Gór Skalistych.
Obecny obraz rzeźby terenu jest wynikiem działalności plejstoceńskich lodowców. Mimo niezbyt dużej wysokości jak na kontynent amerykański w wyższych partiach występuje rzeźba alpejska, z ostrymi graniami. Występują również liczne partie gór o obłych, zaokrąglonych kształtach. Częste są spłaszczone wierzchowiny pocięte młodymi dolinami rzecznymi. Głębokie doliny, często o spłaszczonych dnach i stromych stokach, stanowią wynik aktywności lodowców, częściowo zachowanych do dziś w wyższych partiach gór.

## Klimat
Klimat gór jest surowy, kontynentalny, na północy przechodzący w subarktyczny. Opady są niezbyt duże, poniżej 500 mm rocznie, latem w postaci deszczu i śniegu, w zimie wyłącznie śniegu. Średnia temperatura lipca wynosi od +12 do +16°C, natomiast temperatura stycznia wynosi około –24°C. Zimą temperatury mogą spaść nawet do –57°C.

## Flora i fauna
W dolnych partiach gór występują borealne lasy iglaste, wyżej alpejskie łąki. W wyższych partiach wegetację utrudnia surowość klimatu.
Na terytorium gór występują duże ssaki typowe dla obszarów górskich północnej Kanady: niedźwiedź grizzly, karibu, owca jukońska.

## Zagospodarowanie
Ze względu na surowy klimat i trudne warunki góry Mackenzie są niemal niezamieszkałe. W góry prowadzą jedynie dwie drogi, z których żadna nie przekracza ich w poprzek. Ze względu na brak dróg, mostów, a nawet ścieżek, a także ze względu na swoją rozległość oraz brak dokładnych map góry stanowią poważną barierę komunikacyjną, trudno przekraczalną nawet dla osób pieszych. W konsekwencji przejście Gór Mackenzie stanowi prawdziwe wyzwanie nawet dla doświadczonych trekkerów.
Na obszarze Terytoriów Północno-Zachodnich i Terytorium Yukon znajdują się jedne z największych na świecie znanych złóż wolframu, w okolicy Tungsten, gdzie zlokalizowana jest duża odkrywkowa kopalnia rud tego metalu oraz 175 km na północny zachód – pokłady Mactung.
Góry Mackenzie odwiedzane są czasami przez traperów, myśliwych-amatorów, a ostatnio również przez bardzo nielicznych uczestników treków.